# Åsarna
Åsarna – miejscowość (tätort) w Szwecji, w regionie administracyjnym (län) Jämtland, w gminie Berg.
Według danych Szwedzkiego Urzędu Statystycznego liczba ludności wyniosła: 280 (31 grudnia 2015), 237 (31 grudnia 2018) i 243 (31 grudnia 2019).